# Фінансова корпорація «Відкриття»
Фінансова корпорація «Відкриття» (працює під брендом рос. Банк «Открытие») — російський універсальний мережевий комерційний банк, головна організація банківського підрозділу в складі групи «Відкриття». Заснований в 1993 році, входить в список 10 найбільших російських банків. Головний офіс компанії знаходиться в Москві. До 16 червня 2014 року називався «Номос-Банк».

## Історія
«Номос-Банк» був заснований «Групою компаній ІСТ» в 1993 році. Банк переважно займався обслуговуванням корпоративних клієнтів в оборонній і золотодобувної промисловості. За майже 10 років функціонування вдалося відкрити 6 філій.
У 2002 році агентство Fitch Ratings вперше присвоїло «Номос-Банку» міжнародний рейтинг. Банку був також присвоєно рейтинг Moody's
У наступні роки банк активно розширює регіональну мережу. У 2005 році «Номос-Банк» купив контрольний пакет акцій «Регіобанк», в 2010 році придбав Ханти-Мансійський банк.
У квітні 2011 року «Номос-Банк» провів IPO в Лондоні (LSE) і Москві (РТС). Основним продавцем акцій був словацький інвестор Роман КОРБАЧКОВ, який володів 18,87 %. Обсяг розміщення склав 600 млн $. Розміщення акцій «Номос-Банку» стало першим IPO приватного російського банку на Лондонській біржі.
У 2013 році контрольний пакет акцій «Номос-Банку» консолідувала фінансова група «Відкриття». У складі холдингу «Номос-Банк» був перейменований в банк «Фінансова корпорація Відкриття» і став головною складовою частиною банківського бізнесу групи «Відкриття».
Банк консолідував контрольний пакет акцій банку «Відкриття» і оголосив про покупку банку «Петрокоммерц» (консолідація відбулася в 2015 році).
У 2014 році «Номос-Банк» увійшов до рейтингу найбільших компаній світу Forbes Global 2000.[джерело?] У вересні 2014 року банк «ФК Відкриття» повідомив Лондонську біржу про делістинг.
У 2022 році був атакований IT-армією України